# Les Anges déchus (film, 1953)
Cet article concerne le film de Gianni Franciolini. Pour le film de Wong Kar-wai, voir Les Anges déchus.
Pour plus de détails, voir Fiche technique et Distribution.
Les Anges déchus (titre original : Il mondo le condanna) est un film franco-italien réalisé par Gianni Franciolini, sorti en 1953.

## Synopsis
Paolo, un homme marié ayant une belle situation, sauve une ancienne prostituée (Renata) du suicide, et entame une liaison avec elle. Ayant trouvé un emploi chez un couturier, Renata sera renvoyée à cause de la femme de son amant qui a découvert cette liaison. Elle est alors rattrapée par son passé.

## Fiche technique
- Réalisation : Gianni Franciolini assisté de Paolo Spinola
- Scénario : Suso Cecchi D'Amico, d'après une histoire de Diego Fabbri
- Direction artistique : Tony Pietrangeli
- Photographie : Anchise Brizzi, Rodolfo Lombardi
- Musique : Piero Morgan
- Montage : Adriana Novelli
- Son : Aldo Calpini, Oscar Di Santo
- Sociétés de production : 
  - Film Costellazione Produzione
  - Lux Compagnie Cinématographique de France
- Pays :  France /  Italie
- Langue : italien
- Format :  Noir et blanc - 1,37:1 - 35 mm - Son mono
- Genre : Drame
- Durée : 99 minutes
- Dates de sortie : 
  - Italie : 7 mars 1953
  - France : 29 juillet 1953
- Affiche : Jean Mascii (France)

## Distribution
- Alida Valli : Renata Giustini
- Amedeo Nazzari : Paolo Martelli
- Serge Reggiani : André
- Claude Nollier : Maria Martelli
- Franco Interlenghi : Franco, un jeune ouvrier
- Laura Solari : Madame Balestra
- Bianca Doria : La mère de Renata
- Duilio D'Amore : Silvano, père de Renata
- Norma Meneghini
- Mariliana Delli
- Rosetta Pasquino : Rosetta
- Mariemma Bardi : Assistante au défilé de mode
- Liliana Bonfatti : Nina Swanson

### Voix françaises
- Jean Davy (Amedeo Nazzari)
- Denise Bosc (Alida Valli)